# HD138773
HD138773 — хімічно пекулярна зоря спектрального класу A0, що має видиму зоряну величину в смузі V приблизно  7,7.
Вона  розташована на відстані близько 1822,1 світлових років від Сонця.

## Пекулярний хімічний склад
Зоряна атмосфера HD138773 має підвищений вміст 
Si
.